# Eleanor (Virginie-Occidentale)
Pour les articles homonymes, voir Eleanor.
Eleanor est une ville américaine située dans le comté de Putnam en Virginie-Occidentale.
Selon le recensement de 2010, Eleanor compte 1 518 habitants. La municipalité s'étend sur 2,13 milles carrés (5,52 km2).

## Histoire
Durant le New Deal, le gouvernement fédéral fonde Red House Farms, à environ 50 kilomètres à l'ouest de Charleston. 150 maisons sont construites sur des parcelles d'un acre (environ 4 000 m2) pour accueillir des familles défavorisées, sélectionnées pour rejoindre la communauté. La ville est rapidemement renommée Eleanor, en l'honneur d'Eleanor Roosevelt,.